# 1. april
1. april je 91. dan leta (92. v prestopnih letih) v gregorijanskem koledarju. Ostaja še 274 dni.

## Dogodki
- 1924 – Adolf Hitler je obsojen na pet let zapora zaradi sodelovanja v pivniškem puču
- 1933 – v Nemčiji se prične Streicherjev bojkot judovskih zdravnikov, pravnikov in trgovcev
- 1939 – konec španske državljanske vojne
- 1944 – pokol v vasi Ascq v francoskem departmaju Nord
- 1945 – Korpus mornariške pehote Združenih držav Amerike se izkrca na Okinavi
- 1951 – ustanovljen Mosad
- 1976 – ustanovljeno podjetje Apple Inc.
- 1979 – Iran postane islamska republika
- 1993 – prvič začne oddajati Radio Hit
- 2001 – v Beogradu aretiran Slobodan Milošević
- 2009 – Hrvaška in  Albanija sprejeti v NATO

## Rojstva
- 1220 – cesar Go-Saga, 88. japonski cesar († 1272)
- 1282 – Ludvik IV., rimsko-nemški cesar, hiša Wittelsbaških († 1347)
- 1578 – William Harvey, angleški zdravnik, anatom in biolog († 1657)
- 1640 – Georg Mohr, danski matematik († 1697)
- 1721 – Pieter Hellendaal, nizozemski skladatelj, organist († 1799)
- 1753 – Joseph de Maistre, francoski kontrarevolucionar in konzervativni filozof († 1821)
- 1755 – Jean Anthelme Brillat-Savarin, francoski pravnik, politik, gastronom († 1826)
- 1776 – Marie-Sophie Germain, francoska matematičarka († 1831)
- 1815 – Otto von Bismarck, nemški državnik, kancler († 1898)
- 1858 – Gaetano Mosca, italijanski pravnik, politični teoretik († 1941)
- 1866 – Dante Michaelangelo Benvenuto Ferruccio Busoni, italijanski pianist, skladatelj, dirigent († 1924)
- 1873 – Sergej Vasiljevič Rahmaninov, ruski skladatelj, pianist, dirigent († 1943)
- 1875 – Richard Horatio Edgar Wallace, angleški pisatelj, novinar († 1932)
- 1880 – Kuniaki Koiso, japonski general, predsednik vlade († 1950)
- 1898 – William James Sidis, ameriški »čudežni otrok« († 1944)
- 1900 – Tone Seliškar, slovenski pesnik, pisatelj, prevajalec († 1969)
- 1906 – Aleksander Sergejevič Jakovljev, ruski letalski konstruktor († 1989)
- 1908 – Abraham Maslow, ameriški psiholog († 1970)
- 1920 – Toširo Mifune, japonski filmski igralec († 1997)
- 1924 – Miodrag Petrović-Čkalja, srbski igralec († 2003)
- 1929 – Milan Kundera, češko-francoski pisatelj († 2023)
- 1947 – Alain Connes, francoski matematik
- 1951 – John Philip Abizaid, ameriški general
- 1961 – Susan Boyle, škotska pevka
- 1972 – Florin Cîțu, romunski politik
- 1979 – Ivano Balić, hrvaški rokometaš
- 1981 – Bjørn Einar Romøren, norveški smučarski skakalec

## Smrti
- 1012 – Herman III. Konradin, vojvoda Švabske (* 995)
- 1085 – cesar Shenzong dinastije Song (* 1048)
- 1132 – Hugo iz Grenobla, škof, svetnik (* 1053)
- 1181 – Romuald II., salernski nadškof
- 1182 – Ulrik II., oglejski patriarh
- 1204 – Eleonora Akvitanska, vojvodinja, s porokama francoska in angleška kraljica (* 1122)
- 1205 – Amalrik II., ciprski in jeruzalemski kralj (* 1145)
- 1282 – Abaka, kan Ilkanata (* 1234)
- 1340 – Gerhard III. Holsteinski,  nemški plemič, danski oligarh, grof Holstein-Rendsburga (* 1292)
- 1412 – Albert Mecklenburški, švedski kralj mecklenburški vojvoda (* okoli 1338)
- 1431 – Nuno Álvares Pereira, portugalski general, svetnik (* 1360)
- 1548 – Sigismund I., poljski kralj in litovski veliki knez (* 1467)
- 1745 – Gregor Maček, slovenski arhitekt, stavbar (* 1682)
- 1812 – Lovro Janša, slovenski slikar (* 1749)
- 1863 – Jakob Steiner, švicarski matematik (* 1796)
- 1865 – Giuditta Pasta, italijanska operna pevka (* 1797)
- 1872 – Hugo von Mohl, nemški botanik (* 1805)
- 1894 – Charles-Édouard Brown-Séquard, francoski fiziolog, nevrolog (* 1817)
- 1901 – François-Marie Raoult, francoski fizik in kemik (* 1830)
- 1910 – Borden Parker Bowne, ameriški filozof (* 1847)
- 1917 – Scott Joplin, ameriški pianist, skladatelj (* 1868)
- 1922 – Karel I., avstrijski cesar (* 1887)
- 1930 – Cosima Wagner, direktorica Bayreuthskega festivala (* 1837)
- 1952 – Ferenc Molnár, madžarski pisatelj (* 1878)
- 1968 – Lev Davidovič Landau, ruski fizik (* 1908)
- 1971 – Kathleen Lonsdale, britanska kristalografinja (* 1903)
- 1994 – Robert Doisneau, francoski fotograf (* 1912)
- 2002 – Simo Häyhä, finski ostrostrelec (* 1906)
- 2014 – Jacques Le Goff, francoski zgodovinar (* 1924)
- 2016 – France Vrbinc, slovenski jezikoslovec (* 1924)

## Prazniki in obredi
- Dan norcev